# Sammi Giancola
Samantha Giancola (nacida el 14 de marzo de 1987) también conocida como Sammi Sweetheart, es una personalidad de televisión estadounidense. Es conocida por ser una de los ocho miembros principales de la serie de telerrealidad de MTV Jersey Shore.

## Primeros años
Criada en Hazlet, Nueva Jersey, Giancola es de ascendencia italiana y griega. Estudió en el Raritan High School de 2001 a 2005, donde jugó al sófbol, corrió en atletismo y fue cuatro años jugadora de fútbol. Giancola ganó concursos de arte cuando era más joven.
Se especializó en sociología en la Universidad William Paterson, donde también jugó como centrocampista en su equipo de fútbol femenino de la División III.

## Carrera

### Jersey Shore
Giancola debutó en el reality show de MTV Jersey Shore en agosto de 2009. Desde entonces ha aparecido con sus compañeros de reparto en The Tonight Show with Jay Leno, The Ellen DeGeneres Show, The Wendy Williams Show y Live with Regis and Kelly. Giancola y sus compañeros de reparto de Jersey Shore aparecieron en la película de 2012 The Three Stooges. Más tarde apareció en algunos episodios de Snooki & Jwoww y participó en el especial de 2017 de E! Reunion Road Trip: Return to the Jersey Shore.
En 2018, Giancola anunció que no regresaría para el reboot de Jersey Shore, Jersey Shore: Family Vacation, para evitar "situaciones potencialmente tóxicas" y centrarse en sus "negocios y relación".
En 2023, Giancola anunció que volvería a Jersey Shore después de un paréntesis de 11 años.

### Otros proyectos
En 2011, Giancola patrocinó una fragancia llamada Dangerous, disponible tanto para hombres como para mujeres. Más tarde patrocinó otra fragancia, Dangerous Desires.
En 2013, Giancola lanzó su línea de ropa y accesorios en línea, Sweetheart Styles.
En 2015, Giancola se convirtió en copresentadora del podcast llamado Just Sayin, donde se une a la experta en relaciones Siggy Flicker y a la presentadora de televisión Clare Galterio para hablar de sus respectivas vidas personales y de rumores sobre famosos. El podcast se emite en Nueva York a través de Loud Speakers Network. El podcast se emitió durante 104 episodios desde agosto de 2015 hasta noviembre de 2017.

## Vida personal
Sammi comenzó una relación volátil con su compañero de reparto Ronnie Ortiz-Magro durante la primera temporada de Jersey Shore, de 2009 a 2012. Su relación duró varios años, antes de que ambos rompieran en 2016.
En 2017, Giancola comenzó a salir con el YouTuber y empresario Christian Biscardi. La pareja se comprometió el 5 de marzo de 2019. Inicialmente planeaban casarse en 2020, pero la pandemia de COVID-19 truncó sus planes. Giancola confirmó su separación a través de sus redes sociales en julio de 2021.
El 1 de agosto de 2022, Giancola empezó a salir con el camarero Justin May. La pareja se comprometió el 16 de marzo de 2024. El 23 de febrero de 2025, Giancola y May anunciaron que esperan su primer hijo en común tras años de infertilidad y un aborto espontáneo en 2024.

## Filmografía

### Cine
| Year | Production        | Role  | Notes                  |
| ---- | ----------------- | ----- | ---------------------- |
| 2012 | The Three Stooges | Sammi | como Samantha Giancola |
| TBD  | Here Without You  | Patty | Preproducción          |

### Televisión
| Año           | Producción                    | Papel      | Notas                   |
| ------------- | ----------------------------- | ---------- | ----------------------- |
| 2009–2012     | Jersey Shore                  | Ella misma | Miembro del reparto     |
| 2010          | When I Was 17                 | Ella misma | Invitada                |
| 2011          | Silent Library                | Ella misma | Episodio "Jersey Shore" |
| 2012–2014     | Snooki & Jwoww                | Ella misma | 8 episodios             |
| 2013          | Makeover Manor                | Ella misma | Invitada                |
| 2013          | Project Runway                | Ella misma | Invitada                |
| 2023–presente | Jersey Shore: Family Vacation | Ella misma | Temporada 6–presente    |